# Aguas Blancas (Lavalleja)
Aguas Blancas es un pequeño poblado situado al sur del departamento de Lavalleja, Uruguay. Pertenece a la 2ª sección judicial con cabeza en el Municipio de Solís de Mataojo. Está ubicado en una  zona de sierras, denominada Abra, de Zabaleta perteneciente a la Sierra de las Ánimas, a la altura del km 91 de la Ruta 8, a 28 km de la capital departamental Minas. Se puede acceder a ella a través de la Ruta Panorámica Ruta 81. Cuenta con un embalse o represa construida sobre las aguas del Arroyo Mataojo, en la década del 40 del siglo XX, como proyecto de irrigación de plantaciones frutales en la zona del valle de dicho curso de aguas.
Por ser una zona de represa es ideal para la pesca y la navegación. Es un lugar visitado los fines de semana para descansar y el disfrute de la naturaleza. Existe en el paraje un camping municipal que cuenta con parcelas, luz eléctrica, agua potable, baños con agua caliente, parrilleros, lavadero de ropa y vajilla, zona de baños, pesca, y navegación en el lago. Hay canchas de fútbol y vóley, almacén, y vigilancia. En la zona se pueden ver chivos salvajes y diferentes tipos de aves. Este sitio está ubicado en un punto estratégico ya que se puede llegar desde Punta del Este por Ruta Nacional Ruta 60 y de Montevideo por Ruta Nacional RN 8. Está cerca de Solís de Mataojo, 17 km ciudad  que cuenta con todos los servicios necesarios y a través del denominado camino a la Falda ,carretera de tosca se comunica con esta última localidad y la ciudad de Minas pasando por hondonadas, quebradas y valles recorridos por pequeños cursos de  agua que bajan de las alturas.  Además este lugar se sitúa en el entorno místico del Templo Budista ubicado en la cima de un cerro, que se puede visitar.